# Kompagnihuset
Kompagnihuset er en middelalderlig bygning, der ligger i Næstved. Det er Danmarks eneste gildehus fra middelalderen, og det eneste i hele Norden. Huset har sit navn fra Det Spanske Kompagni, som var hjemmehørende i Næstved.
Det har i flere omgange være meget forfaldent, hvorefter det er blevet renoveret. Kompagnihuset har været fredet siden 1918.

## Historie
Kompagnihuset er opført i 1493 og er Nordens eneste bevarede gildehus fra denne periode. Det bliver nævnt første gang i 1493. Bygningen på dette tidspunkt kaldt Peblingegildehuset eller Peblingehuset. Kompagnihuset har været brugt som gildehus. Det har desuden også fungeret som lagerbygning og udlejningsboliger, ligesom det er tilfældet med Boderne der ligger tæt ved.
Sankt Peders Kirke, der ligger tæt ved, erhvervede bygningen senest i 1568. Kirken udlejede den til opbevaring.
I 1622 findes skriftlige kilder der beskriver bygningen som faldefærdig. Byens borgmester købt det året efter til Christian 4.'s spanske handelskompagni, hvorefter huset blev benyttet til at opmagasinere deres varer. Huset fik her sit navn, efter kompagniet. Efterfølgende har det været anvendt som magasin for forskellige købmænd.
Omkring 1750 blev der opført et mindre bindingsværksbygning for enden af gavlen mod nord. Den blev brugt som stald. Det nævnes første gang i 1761, men det er dendrokronologisk dateret til 11 år tidligere.
I 1920'erne ønskede Næstved Kommune at rive bygningen ned. Bygningen var dog blevet fredet i 1918. I stedet påbegyndte man er restaurering, der forgik fra 1926-1930 under arkitekten Johannes Tidemand-Dal i samarbejde med den kongelige bygningsinspektør Kristoffer Varming. Fra 1929 til omkring 1938 blev Kompagnihuset udlejet til en husflidsskole. I 1943 købte Næstved Diskontobank Kompagnihuset, der benyttede det til møder.
Bygningen blev lukket i 1967, da den var i meget dårlig stand, og bl.a. skadet af salt, da det i mange år havde været brugt som opbevaring af salt og gødning. I 1982 blev det solgt 1 kr. til Næstved Nostalgiske Selskab, der var dannet for at renovere bygningen. Selskabet restaureret fra 1983-1985 med hjælp fra arkitekten Jens Christian Varming. Bestyrelsen fra Næstved Nostalgiske Selskab fik Europa Nostra-prisen i 1993, for restaureringen. Prisen blev overrakt af prins Henrik, der var præsident for organisationen.
Planen med at restaurere Kompagnihuset var, at det skulle bruges til turistkontor, men ideen måtte droppes, da huset ikke kunne tåle vedvarende opvarmning. I 1986 begyndte Diskontobanken, der nu havde skiftet navn til DiBa, at leje bygningen igen, for at fortsætte med at bruge det til møder. De opsagde lejemålet i 2008.
I dag drives bygningen af Næstved Nostalgiske Selskab, og det udlejes som møde- og festlokale.

## Beskrivelse
Kompagnihuset ligger i den sydlige udkant af den middelalderlige bykerne og er opført i gotik. 
Bygningen er i ét stokværk med kælder. Den er opført i røde munkesten og har tegltag. Begge gavle har kamtakker. Overetagen er ét stort rum, mens kælderen består af flere mindre rum.
Dørene til kælderen i siden har spidsbuer med rundbuer inden i. Vinduerne er rundbuede.
Ved den nordlige gavl er opført et bindingsværkshus.